# チャルチウトトリン

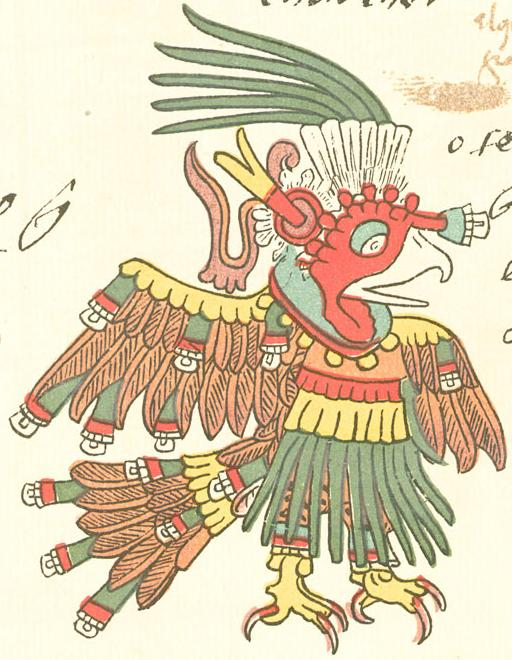
コーデックステレリアーノ-レメンシスに描かれているチャルチウトトリン。

チャルチウトトリン（Chalchiuhtotolin[tʃɑːltʃuːtoʊtoʊlin]ナワトル語）は、アステカ神話における病気と疫病の神。その名は「宝石の七面鳥」を意味する。
テスカトリポカと同一視される。
チャルチウトトリンは強力な魔術の象徴。テスカトリポカは人間を自己破壊に誘惑することができ、彼が七面鳥の形をとるとき、彼は汚染を浄化し、罪悪感を取り除き、彼らの運命を克服することもできうる。トナルポワリでは、チャルチウトトリンがTecpatl （ストーンナイフ）とtrecena 1-Atl（水）を支配している。 
過去13日間は、ショロトルによって支配されている。チャルチウトトリンは特に邪悪な側面を持っている。通例緑の羽で示されているにもかかわらず、黒/白の目でかがん示しテスカトリポカ、ミクトランテクートリ、およびショロトルほとんどのCODECは、チャルチウトリンの邪悪な側面のような悪の神々のために予約兆候で、別の描写には、彼の爪の鋭い銀がある。ナワルは七面鳥で、村を恐怖に陥れ病気をもたらす。